# リリオム

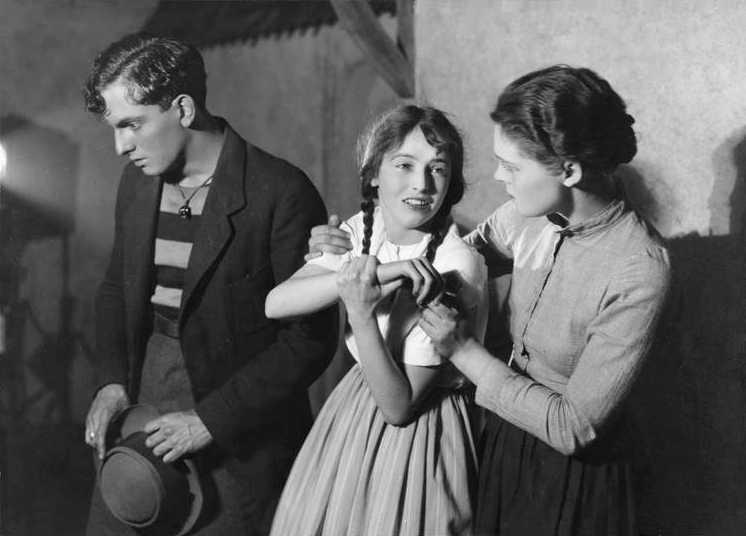
ニューヨークの劇場シアター・ギルドでの公演。主演はジョセフ・シルドクラウト(左)。1921年

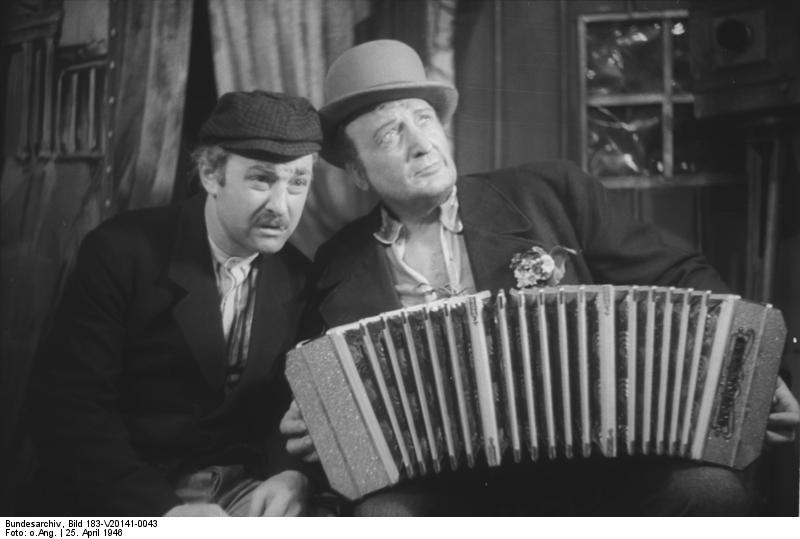
1946年のベルリン公演

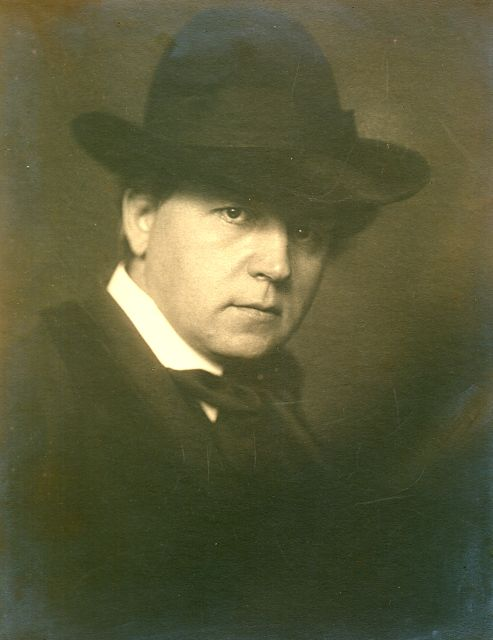
原作者モルナール

リリオムはハンガリー出身のユダヤ人作家モルナール・フェレンツの戯曲。ならず者の主人公リリオムの生と死を現実と幻想の混じり合った手法によって描いた全7場の悲喜劇。

## あらすじ
遊園地の回転木馬の客引きだったリリオムは仕事を失った苛立ちから妻に手を上げてしまうが、妻の妊娠を知り、生まれてくる子供のために金を作ろうと強盗を働くものの追い詰められて自殺する。天の采配により、16年後に一日だけ地上に戻り自分の子供に善行を施せたら天国に行けることとなり、16歳に成長したまだ見ぬ娘を訪ね、空から盗んできた星を手品のふりをして娘に贈ろうとするが何も知らない娘は不審がって押し問答となり、つい娘を叩いてしまう。音がするほど叩かれたのに痛みがないことを不思議がる娘に母は遠い過去を思い出す。

## 背景
モルナールは勤務していた日刊紙の主筆の娘と本作発表前の1907年に結婚したが、妊娠により神経質になっていた妻と喧嘩の末、暴力をふるったことから訴訟騒ぎに発展していた。主人公リリオムはモルナール自身を反映したものであり、本作は妻へのある種のメッセージでもあったとみられている。最初は短編小説として書かれ、その後戯曲化された。なお、この妻とは1909年に離婚した。

## 上演
1909年のブダペスト初演、1912年のベルリンでの公演では不評だったが、1913年のウィーン公演から人気を集め、ブダペスト、ベルリンでの再演のほか、各地で演じられるようになった。1921年にはニューヨーク（ジョセフ・シルドクラウト主演）、1926年にはロンドン（アイヴァー・ノヴェロ, チャールズ・ロートンほか）で舞台化され、日本でも1926年に近代劇場によって初演されて以来，1927年の築地小劇場，1933年の築地座による上演 (いずれも友田恭助主演) をはじめとして、さまざまな劇団によって繰返し上演されている。 
映像化も幾度かされ、1930年にはフランク・ボーゼイギが、1934年にはフリッツ・ラングが映画『リリオム』を製作している。1940年にはブロードウェイでバージェス・メレディス. イングリッド・バーグマン、エリア・カザンにより再演され、1945年には『回転木馬 (ミュージカル)』の題でブロードウェイミュージカルとなり、1956年には同名の映画も作られた。同ミュージカルは、1950年より宝塚歌劇団でも何度か上演されている。
2011年にはジョン・ノイマイヤーがバレエ化、ハンブルク・バレエ団（アリーナ・コジョカル主演）により初演された。
2012年には日本でも松居大悟が脚色・演出を手掛け、主演に池松壮亮、ヒロインに美波を据え、日本人によって初めてストレートプレイ化された。

## 翻案
1915年に森鷗外翻訳小説集『諸国物語』で「破落戸（ごろつき）の昇天」として収録された。川端康成も1924年ごろに『リリオム』の翻案と思われる小説『星を盗んだ父』（未発表）を書いている。
1931年の伊丹万作の映画『金的力太郎』は本作によったものと言われる。1954年の東宝映画『エノケンの天国と地獄』も「リリオム」を下敷きにしていると言われており、主演の榎本健一は「俺こそ色男リリオム」という歌もリリースしている。

## 主な訳書
- 『リリオム』徳永康元訳、岩波文庫 1951 - 訳者は本作に感銘しハンガリー留学
- 『リリオム』飯島正訳、中公文庫 1976